# Ferrissia californica
Ferrissia californica – inwazyjny gatunek słodkowodnego ślimaka z rodziny zatoczkowatych (Planorbidae), wcześniej klasyfikowanego w rodzinie przytulikowatych (Ancylidae). W literaturze jest bardziej znany pod wcześniejszymi, synonimicznymi nazwami Ferrissia wautieri (przytulik Wautiera), Ferrissia clessiniana lub Ferrissia fragilis. Opisywany był jeszcze pod wieloma nazwami na innych kontynentach.

## Systematyka
Ślimak ten był niezależnie opisywany naukowo przez wielu autorów z różnych regionów świata. Każdy z autorów uważał, że opisuje nowy dla nauki gatunek. W Ameryce Północnej znany był pod nazwami Ferrissia shimekii i F. fragilis. W północno-wschodniej Afryce stwierdzono występowanie Ancylus clessinianus, którą wielu autorów uważa za gatunek zawleczony do Europy, gdzie z kolei opisywano go pod nazwami: Ferrissia wautieri czy F. clessiniana. W miarę odkrywania podobieństw pomiędzy populacjami z różnych kontynentów pojawiały się różne teorie o tym, czy są to kryptyczne gatunki, rodzime dla każdego obszaru, ale wcześniej nieodnotowane, czy też jeden gatunek obcy, który rozprzestrzenił się na inne kontynenty. Badania genetyczne sugerują, że pod wieloma dotychczas opisanymi nazwami kryje się ten sam gatunek. Nie można jednak wykluczyć, że jest to grupa gatunków kryptycznych.

## Występowanie
Naturalny zasięg występowania tego gatunku obejmuje Amerykę Północną, gdzie jest szeroko rozprzestrzeniony i liczny. Został introdukowany do Europy i Azji Wschodniej, przez co stał się prawie gatunkiem kosmopolitycznym. Zasiedla różne typy wód obfite w roślinność zanurzoną w wodzie. Zwykle są to wody stojące lub wolno płynące potoki i rzeki, rzadziej jeziora. Toleruje sezonowe wysychanie zbiorników. Najczęściej przyczepia się do powierzchni kamieni.
W Europie ślimak ten jest znany od 1931, gdy został zaobserwowany w Królewskim Ogrodzie Botanicznym w Glasgow. Prawdopodobnie został zawleczony wraz z roślinami wodnymi. W Polsce został odnotowany w 1983 roku w Jeziorze Licheńskim. Zasięg jego występowania systematycznie się poszerza.

## Budowa
Muszla owalna, w kształcie czapki frygijskiej, o tępym wierzchołku, barwy jasnorogowej, przejrzysta, prawie przezroczysta, szeroka do 6 mm, krucha.

## Biologia
Ferrissia californica odżywia się pokarmem roślinnym. Jest gatunkiem hermafrodytycznym. Rozwój jest uzależniony od warunków otoczenia. Latem młode ślimaki potrzebują zaledwie 11 dni od wylęgu, by osiągnąć zdolność do składania jaj. Jaja mają wówczas ok. 1,7 mm średnicy. Zimą ten cykl trwa dłużej (60 dni) i jaja są większe (2,9 mm).